# Herbert Krenchel

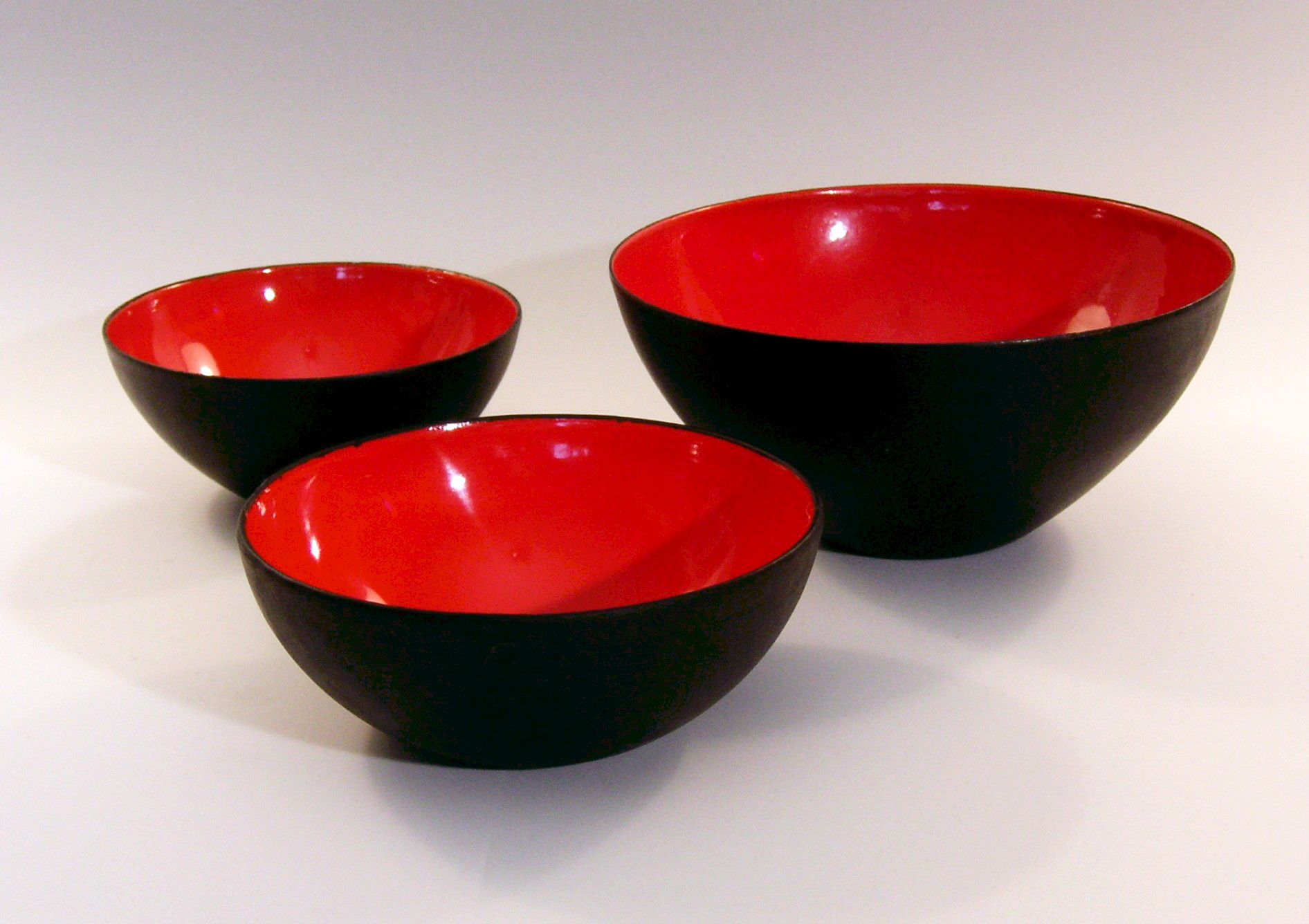
Krenitskålar med olika diameter.

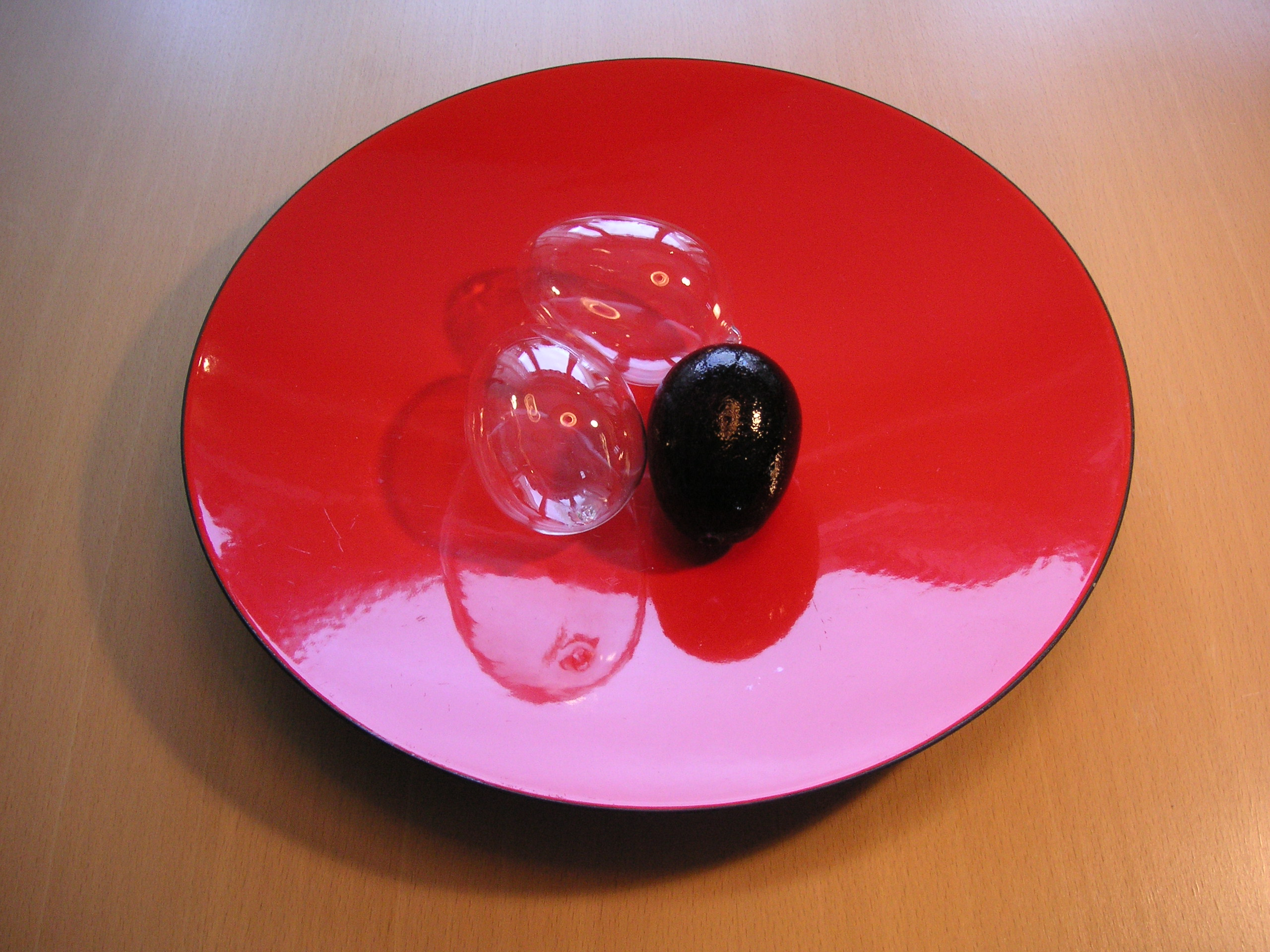
Krenitskål med 30 cm diameter.

Herbert Krenchel, född 16 april 1922 i Frederiksberg, död 28 april 2014, var en dansk designer som blivit känd för sina emaljskålar Krenit.

## Biografi
Herbert Krenchel studerade till civilingenjör vid Danmarks Tekniske Universitet i Köpenhamn. År 1953 startade han ett eget designföretag. Samma år formgav han åt företaget Ørskov & Co sina välkända skålar Krenit (efter sitt eget namn), som vann en guldmedalj vid Milanotriennalen 1954. Dessa skålar, som fanns i många storlekar, var tillverkade i millimetertunn plåt, på utsidan emaljerade i matt svart färg och på insidan i blanka, klara färger. De var stilbildande för den industriella produktionen av hushållsartiklar. Idag är de eftertraktade samlarföremål på antikmässor och liknande. 
I mitten av 1950-talet formgav Krenchel även salladsbestick i melamin och stekpannor i emaljerad plåt i olika storlekar, där varje storlek hade sin egen färg. Plasthandtagen var avtagbara, så att pannan kunde ställas direkt på bordet från spisen.
Herbert Krenchels designprodukter utmärkte sig alltid av hög kvalitet och är ett bra exempel för Svenska Slöjdföreningens slogan "Vackrare vardagsvara".